# André Crépin
Pour les articles homonymes, voir Crépin.
André Crépin (né le 9 juin 1928 à Abbeville et mort le 8 février 2013 à Amiens) est un médiéviste, philologue, linguiste et professeur de littérature anglaise. Il a aussi été l'éditeur et le traducteur de Geoffroy de Monmouth et Geoffroy Chaucer.
Spécialiste de la littérature anglaise du Moyen Âge, il est membre de l'Académie des inscriptions et belles-lettres.

## Biographie
André Crépin est Picard. Il réside à Amiens de 1936 à sa mort. Il a été formé et fait carrière dans l'enseignement public. Il est élève des lycées de Saint-Omer et d'Amiens. En 1948, il obtient une licence de lettres classique à la Sorbonne. L'année suivante, il intègre les classes préparatoires à Louis-le-Grand à Paris. Il poursuit ses études à l'École normale supérieure de la rue d'Ulm où il sort agrégé d'anglais en 1953. Parallèlement, il est diplômé de l'École des sciences politiques de Paris. Il étudie aussi à l'École pratique des hautes études et au Brasenose College de l'université d'Oxford. En 1954, il réussit le certificat de grammaire classique et philologie de la Sorbonne.

### Carrière universitaire
En 1953, il est nommé professeur aux lycées d’Arras, puis l'année suivante de la Cité scolaire d’Amiens. En 1956, il commence sa carrière d'universitaire :
- 1956-1959 : Pensionnaire de la Fondation Thiers
- 1959-1964 : Assistant à la Sorbonne puis maître-assistant à l’université de Nanterre.
- 1965-1983 : Maître de conférences au Collège littéraire universitaire d’Amiens, puis professeur (1972) à l’université de Picardie Jules Verne
- En 1970, il soutient sa thèse d'État sous la direction d'Antoine Culioli : « Poétique vieil-anglaise : désignations du Dieu chrétien »
- 1983-1994 : Professeur d'anglais médiéval à la Sorbonne où il succède à Marguerite-Marie Dubois en philologie anglaise.
- 1995 : André Crépin prend sa retraite et le professeur Leo Carruthers le remplace.

À Amiens, il provoque une révolution en donnant une place égale aux études américaines et britanniques. Il fait de la linguistique une discipline majeure. Pendant sa carrière, André Crépin a dirigé 21 thèses de doctorat, dont celle de Leo Carruthers à Paris IV.

### Carrière et responsabilités administratives
Au cours de sa carrière à l'université de Picardie Jules Verne et à la Sorbonne, André Crépin a exercé des responsabilités administratives :
- Co-directeur du Centre d'études médiévales (avec Danielle Buschinger) 1970 Amiens
- Doyen de la Faculté de lettres et sciences humaines (1970-1973) Amiens
- Directeur de l'UER de langues et cultures étrangères (1974-1983) Amiens
- Membre du Conseil national des universités (1987-1994)
- Directeur de l’École doctorale no 1 (Études médiévales) (1990-1994) Paris
- Directeur de l’UFR d’anglais
- Doyen de la Faculté des études anglaises et nord américaines (1990-1995) Paris

### Académie des inscriptions et belles-lettres
En 1996, il rejoint l'Académie comme membre correspondant. Le 15 mars 2002, il en est élu membre au fauteuil de Jean Vercoutter. Ainsi, il devient ainsi le premier universitaire angliciste à devenir immortel. 

### Sociétés savantes
Il est membre de plusieurs sociétés savantes picardes :
- Société des Antiquaires de Picardie : 1998-2008 : vice président, à partir de 2008 : président d'honneur
- Académie des sciences, des lettres et des arts d'Amiens : membre depuis le 22 avril 1975 (discours de réception :  « Ruskin, Proust et la cathédrale d'Amiens »)

mais aussi :
- AMAES (Association des médiévistes anglicistes de l’enseignement supérieur) : président (1972-2006)
- Société linguistique de Paris : administrateur (1978-1993)
- Société internationale arthurienne (SIA) : membre
- International society of anglo-saxonists : membre d’honneur depuis 1993
- Académie des sciences, belles-lettres et arts de Lyon : membre d'honneur associé[6]
- Ami des Sources chrétiennes : membre[7]

### Décorations
Le 25 mars 2005, André Crépin est nommé au grade de chevalier dans l'ordre national de la Légion d'honneur au titre de « membre de l'Académie des inscriptions et belles-lettres ; 46 ans de services civils ». 
Il est commandeur de l'ordre des Palmes académiques et membre honoraire de l'ordre de l'Empire britannique[réf. nécessaire].

## Œuvres

### Essais littéraires et éditions critiques
- Histoire de la langue anglaise, Paris, Presses universitaires de France, coll. « Que sais-je » (no 1265), 1982, 3e éd. (1re éd. 1967), 128 p.
- Nouvelle Histoire de l'Église : le Moyen Âge, Paris, Le Seuil, 1968, 621 p. (révision de la traduction de L. Jéeéquiel, D. Knowles et D. Obolensky)
- Problèmes de grammaire historique : de l’indo-européen au vieil anglais, Paris, Presses universitaires de France, 1978, 150 p.
- Grammaire historique de l’anglais : du XIIe siècle à nos jours, Paris, Presses universitaires de France, 1978, 127 p.
- Poèmes héroïques vieil-anglais, Paris, Union Générale d'éditions, coll. « 10/18, Bibliothèque médiévale », 1981, 191 p. (traduction et présentation)
- Beowulf, Göppingen, Kümmerle, 1983-1991, 1051 p., 2 volumes  (édition, traduction et commentaires)
- Deux mille ans de langue anglaise, Paris, Nathan, 1994, 191 p.
- La Versification anglaise, Paris, Nathan, 1996, 128 p.
- Beowulf et alentours : textes traduits du vieil anglais et commentés, Greifswald, Reineke, 1998, 113 p.
- Chaucer et les Cultures d’expression française, exposition en Sorbonne, Paris, AMAES, 1998, 72 p. (catalogue d’exposition)
- Chaucer : Contes de Canterbury, Paris, Gallimard, coll. « Folio classique », 2000, 822 p. (traduction, présentation et notes)
- Beowulf, Paris, Hachette, coll. « Lettres gothiques », 2007, 180 p. (traduction)

### Ouvrages en collaboration
- Picardie et monde anglo-saxon, Amiens, UPJV Cahier Martine Cauwel, 1981, 86 p. (en collaboration avec M. Roucoux)
- Histoire de la littérature anglaise au Moyen Âge, Paris, Nathan, 1993, 264 p. (en collaboration avec H. Dauby)
- Tristan et Iseut, Paris, Gallimard, coll. « La Pléiade », 1995[9] (en collaboration avec Régis Boyer, Danielle Buschinger, Mireille Demaules, Christiane Marchello-Nizia, René Pérennec, Daniel Poirion, Jacqueline Risset, Ian Short, Wolfgang Spiewok et Hana Voisine-Jechova. Édition publiée sous la direction de Christiane Marchello-Nizia)
- Sir Tristrem, Texte du manuscrit Auchinleck, Amiens, Presse du Centre d'Études Médiévales, 2002 (établissement du texte du manuscrit Auchinleck ; traduction par H. Dauby)
- Thomas More : poèmes anglais, Angers, Editions Moreanum, 156 p. (avec Germain Marc'hadour et illustrés par Hans Holbein)
- Bède le Vénérable. Histoire ecclésiastique du peuple anglais, Paris, éditions du Cerf, coll. « Sources chrétiennes », 2005, 3 volumes (avec Michael Lapidge, Pierre Monat et Philippe Robin)
- Chaucer Œuvres complètes, Paris, Robert Laffont, coll. « Bouquin »
- Approches techniques littéraires et historiques : 2e Journée d'études anglo-normandes, 2012 (organisée par l'Académie des inscriptions et belles-lettres, Palais de l'Institut, 21 mai 2010 ; actes édités par André Crépin et Jean Leclant)

### Direction d'ouvrages
- La représentation de l'Antiquité au Moyen Âge, Vienne, K.M. Havolar, 1981, 398 p. (avec Danielle Buschinger)
- Comique, satire et parodie dans la tradition renardienne et les fabliaux, Göppinger, Kümmerle, 1982, 166 p. (avec Danielle Buschinger)
- Linguistic and Stylistic Studies in Medieval English, Paris, AMAES, 1984, 132 p.
- Amour, mariage et transgressions au Moyen Âge, Göppingen, Kümmerle, 1984, 560 p. (avec Danielle Buschinger)
- The Medieval Imagination. L'imagination médiévale : Chaucer et ses contemporains, Paris, AMAES, 1991, 263 p.
- "Sir Gawain and the Green Knight" - Essays and Studies, Paris, AMAES, 1994, 198 p. (avec Colette Stévanovitch)
- Tristan -Tristant, Mélanges en l'honneur de Danielle Buschinger à l'occasion de son soixantième anniversaire, Greifswald, Reineke Verlag, 1996 (avec Wolfgang Spiewok)
- Angleterre et Orient au Moyen Âge, Actes du 10e congrès de l'AMAES à Marrakech, Paris, AMAES, 2002, 141 p.

### Mélanges
- Études de linguistique et de littérature en l’honneur d’André Crépin, dirigées par Danielle Buschinger et W. Spiewok, Geifswald, 1993
- (en) Leo Carruthers (dir.), Heroes and heroines in medieval english literature, presented to André Crépin, Cambridge, 1994
- Mélanges de langue, littérature et civilisation offerts à André Crépin à l’occasion de son quatre-vingtième anniversaire, dirigés par Danielle Buschinger et Arlette Sancery, Amiens, 2008 (ISBN 2-901121-36-5)
- (en) Leo Carruthers, R. Chai-Elsholz et T. Silec (dir.), Palimpsests and the literary imagination of medieval England : collected essays, New York, 2011

### Articles
Les mélanges offerts en 2008 recensent près de 150 articles de 1950 à 2007 dont : 
- « L’inscription du “Couteau de saint Louis” conservé à Longpont (Aisne) » », Comptes rendus de l'Académie des inscriptions et Belles-Lettres (CRAI),‎ 1997[10]
- « Expression et pensée du futur en anglais de l’an mil » », Comptes rendus des séances de l’Académie des Inscriptions et Belles-Lettre (CRAI),‎ 2000[11]
- « Du syntagme de prose à l’hémistiche en vieil-anglais d’après la traduction alfrédienne de Boèce » », Comptes rendus des séances de l’Académie des Inscriptions et Belles-Lettres (CRAI),‎ 2001[12]
- « Quand les Anglais parlaient français » », Comptes rendus des séances de l’Académie des Inscriptions et Belles-Lettres (CRAI),‎ 2004[13].